# Meredith Weatherby
Meredith Weatherby (25 février 1915 – 27 juin 1997) est un éditeur américain originaire du Texas qui passe une grande partie de sa vie au Japon et qui est connu en particulier pour ses traductions en anglais des œuvres de Yukio Mishima et comme fondateur de Weatherhill Publications. Il est également mécène et partenaire amoureux du photographe Tamotsu Yatō.
Il paraît également dans le film de guerre Tora! Tora! Tora! (1970) où il interprète le rôle de Joseph Grew, l'ambassadeur américain au Japon.

## Source de la traduction
- (en) Cet article est partiellement ou en totalité issu de l’article de Wikipédia en anglais intitulé « Meredith Weatherby » (voir la liste des auteurs).